# Trattato di Baden
Il trattato di Baden venne siglato nel contesto della guerra di successione spagnola e pose fine formalmente alle ostilità tra il Regno di Francia ed il Sacro Romano Impero. Venne firmato il 7 settembre 1714 nella cittadina svizzera di Baden come complemento ai trattati di Utrecht e di Rastatt. Il trattato fu il primo firmato sul territorio elvetico.
Con il trattato di Rastatt, l'imperatore Carlo VI d'Asburgo aveva accettato il trattato di Utrecht in nome della monarchia asburgica. Nel trattato di Baden, vennero stabiliti i termini di pace tra la Francia ed il Sacro Romano Impero - formalmente incompleti - e ciò pose fine all'ultimo dei vari conflitti all'interno della guerra di successione spagnola. I dettagli del trattato e della conferenza sono descritti nel Diario di un testimone oculare, Caspar Joseph Dorer (1673-1754).
Ai margini della conferenza venne anche concordata la possibilità di un'Unione cattolica per intervenire a favore dei cantoni cattolici che due anni prima avevano perso l'egemonia nella Confederazione Elvetica in conseguenza della guerra civile svizzera del 1712.

## Contenuti
Il trattato permise alla Francia di tenere Landau e la regione dell'Alsazia con Strasburgo, ma la riva orientale del Reno (la Brisgovia) dovette essere restituita all'Austria.
I principi elettori di Baviera e di Colonia presero nuovamente possesso dei loro territori e delle loro funzioni.
L'imperatore Carlo VI tenne il titolo di re di Spagna e la relativa eredità; il che però in pratica non aveva alcun valore, in quanto in Spagna il potere rimase nelle mani del solo re Filippo V.